# Bafatá
Bafatá város Bissau-Guineában; lakossága 2008-ban 22 501 fő volt. Amílcar Cabral születési helyeként ismert.
Környéke ismert a vadvilágáról, beleértve a majmokat. Bafatá fő iparága a téglagyártás. Bafatá Régió és a Bafatái egyházmegye székhelye.

## Fordítás
- Ez a szócikk részben vagy egészben  a   Bafatá című angol Wikipédia-szócikk ezen változatának fordításán alapul.  Az eredeti cikk szerkesztőit annak laptörténete sorolja fel. Ez a jelzés csupán a megfogalmazás eredetét és a szerzői jogokat jelzi, nem szolgál a cikkben szereplő információk forrásmegjelöléseként.

1. ↑  Guinea-Bissau. Cities & Urban Localities.. Citypopulation.de